# Milchige Fadenschnecke
Die Milchige Fadenschnecke (Flabellina pellucida, Syn.: Coryphella pellucida) ist eine Schnecke aus der Unterordnung der Nacktkiemer.

## Aussehen
Diese Schnecke hat einen schlanken Körper mit langen Rückenanhängen in karmesinroter Farbe und mit weißen Spitzen, der Körper selbst ist milchig-weiß. Das vier Zentimeter lange Tier hat je ein Paar glatte Kopffühler und Mundtentakel, der Fuß läuft am Vorderrand in zwei Spitzen aus.
Sie erinnert mit den karmesinroten Anhängen mit weißen Spitzen erst einmal an die Violette Fadenschnecke, mit der zusammen sie von einigen Systematikern auch in die Gattung Coryphella gestellt wurde. Allerdings sind die Ausläufer kleiner und stehen weniger dicht.

## Verbreitung
Die Milchige Fadenschnecke lebt auf Hydropolypen und Algen von der unteren Gezeitenzone ab, im Atlantik (auch an den Küsten Kanadas und der USA bis Massachusetts), im Ärmelkanal und in der Nordsee (Helgoland).

## Nahrung
Die Nahrungsgrundlage dieser Fadenschnecke bilden stockbildende Hydroidpolypen, hauptsächlich die Polypen von Eudendrium arbuscula und anderen Eudendrium-Arten werden abgeweidet.